# E871 (trasa europejska)
E871 – trasa europejska biegnąca przez Bułgarię i Macedonię Północną. Zaliczana do tras kategorii B droga łączy Sofię z Kumanowem.

## Przebieg trasy

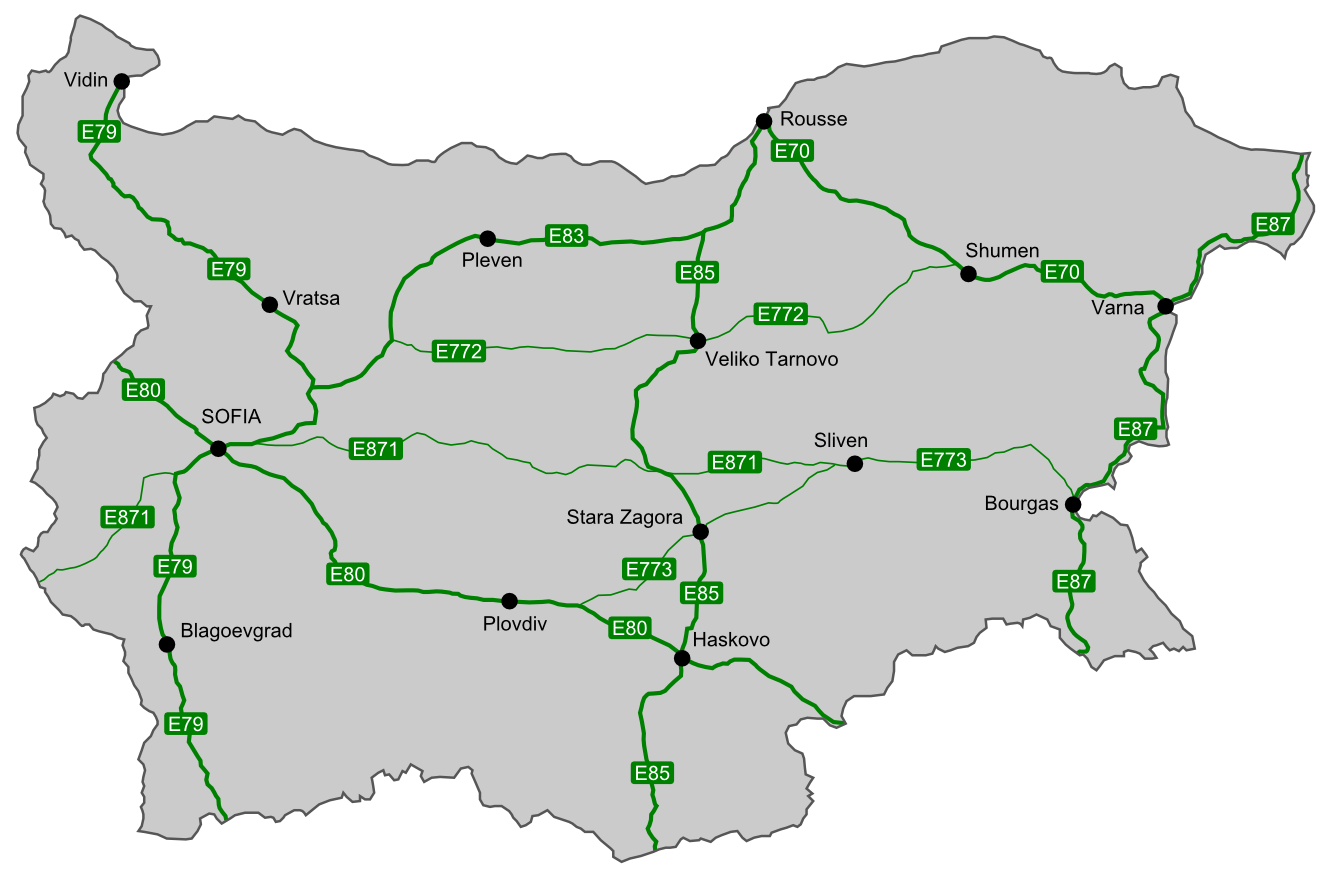
Trasy europejskie w Bułgarii z uwzględnieniem E871

Bułgaria:
- Sofia E79
- Pernik E79

Macedonia:
- Kriwa Pałanka
- Kumanowo E75